# 木梨目線! 憲sunのHAWAII
『木梨目線! 憲sunのHAWAII』（きなしめせん! のりサンのハワイ）は、BSフジ制作で年3回（日程は明確には決まっていないが、大体お正月と5月ごろと9月ごろ）土曜日の19:00 - 20:55（JST）に放送されている特番の旅番組・バラエティ番組。木梨憲武（とんねるず）の冠番組。ハイビジョン制作を実施。

## 概要
2012年1月1日にスタート。「芸能界屈指のハワイ通」として知られる木梨憲武（とんねるず）がハワイに行き、木梨自身がお薦めするアクティビティやレストランなどを紹介する番組。
最初は毎年元日に放送されていたため、正月番組の側面も持っていた。これとは別に、7月第2土曜日にも放送されていた。当初は年2回の放送だったが、2014年は年3回の放送だった。2015年は年2回放送となっている（ただし2015年は、年末に過去の総集編の放送が行われていて、実際は3回放送されている）。本放送の前の週に、前回の放送が再放送されることもある。2017年正月の放送では番外編として、2016年正月に和田アキ子を招いた完全プライベート旅行の模様を交えて放送された。
2016年から毎年1回1月に放送され、2020年から毎年1回1月1日に放送されている。

## 出演者

### 司会
- 木梨憲武（とんねるず）

### ゲスト
- ヒロミ - 第2回、第7回、第8回、第10回、第13回、第14回
- 勝俣州和 - 第4回
- 長嶋一茂 - 第4回、第5回、第13回、第16回（声のみ）
- カンニング竹山 - 第9回、第14回、第16回
- 藤井フミヤ - 第10回、第13回
- 武豊 - 第10回、第13回、第15回
- 和田アキ子 - 番外編
- 宇崎竜童 - 第15回
- 佐藤浩市 - 第15回
- 遠藤章造（ココリコ） - 第15回
- さまぁ〜ず - 第16回

### ナレーション
- 伊藤利尋（フジテレビアナウンサー） - 第1回～　※第3回の前半にはハワイでゲスト出演も
- 川端健嗣（フジテレビアナウンサー） - 第6回～
- 藤井弘輝（フジテレビアナウンサー） - 第13回～　※木梨と親交のある藤井フミヤの長男

## 放送日
| 回数                  | 放送日        | 放送時間      | 備考                                                      |
| --------------------- | ------------- | ------------- | --------------------------------------------------------- |
| 第1回                 | 2012年1月1日  | 19:00 - 20:55 | サブタイトルは「木梨流ハワイの過ごし方」。 7月1日に再放送 |
| 第2回                 | 2012年7月14日 | 20:00 - 21:55 | サブタイトルは「NEW×BETAハワイ」。                        |
| 第3回                 | 2013年1月1日  | 19:00 - 20:55 | サブタイトルは「COORDINATE & SCHOOL」。                   |
| 第4回                 | 2013年7月13日 | 19:00 - 20:55 | サブタイトルは「そうだ、○○へ行こう!」。                   |
| 第5回                 | 2014年1月1日  | 19:00 - 20:55 | この回からサブタイトルを廃止。                            |
| 第6回                 | 2014年5月3日  | 19:00 - 20:55 |                                                           |
| 第7回                 | 2014年11月1日 | 19:00 - 20:55 | 2015年1月2日に再放送。                                    |
| 第8回                 | 2015年1月3日  | 19:00 - 20:55 |                                                           |
| 第9回                 | 2015年5月30日 | 19:00 - 20:55 |                                                           |
| 第10回                | 2016年1月3日  | 19:00 - 20:55 |                                                           |
| 第11回                | 2017年1月6日  | 22:00 - 23:55 | 番外編                                                    |
| 第12回                | 2018年1月1日  | 20:00 - 21:55 |                                                           |
| 第13回                | 2019年1月3日  | 19:00 - 20:55 |                                                           |
| 第14回                | 2020年1月1日  | 21:00 - 22:55 |                                                           |
| お正月4時間スペシャル | 2021年1月1日  | 19:00 - 22:55 | 過去の選りすぐり編                                        |
| BSバラエティ編        | 2022年1月1日  | 19:00 - 20:55 | 総集編                                                    |
| 第15回                | 2023年1月1日  | 21:00 - 22:55 | 3年ぶりのロケ決行                                         |
| 第16回                | 2024年1月1日  | 21:00 - 22:55 |                                                           |